# Fenglinlu
Fenglinlu är ett stadsdelsdistrikt i Kina. Det ligger i Xuhui i storstadsområdet Shanghai, i den östra delen av landet, nära eller i den centrala stadskärnan. Antalet invånare är 112 400. Befolkningen består av 57 408 kvinnor och 54 992 män. Barn under 15 år utgör 5,0 %, vuxna 15-64 år 76 %, och äldre över 65 år 17,0 %.